# 1256. grenadirski polk (Wehrmacht)
1256. grenadirski polk (izvirno nemško 1256. Grenadier-Regiment; kratica 1256. GR) je bil pehotni polk Heera v času druge svetovne vojne.

## Zgodovina
Polk je bil ustanovljen 4. marca 1945 v Naumburgu iz šolskih enot za potrebe 1. tankovske armade. Istega meseca je bil preimenovan v 774. grenadirski polk.